# Церковь Смоленской иконы Божией Матери (Арзамас)
Церковь Смоленской иконы Божией Матери — православный храм в городе Арзамасе Нижегородской области.
Входит в арзамасское подворье Троицкого Серафимо-Дивеевского монастыря. До революции являлась вторым храмом в приходе церкви Рождества Христова (1777 г.), поныне составляющей со Смоленской церковью общий ансамбль. Приделы Рождественской церкви: правый — Благовещения Пресвятой Богородицы, левый — святителя Николая Чудотворца.
Включает престолы: Смоленской иконы Божией Матери (центральный), Александра Невского, Александра Свирского (левый), Иоанна Богослова (правый).